# 자무엘 하네만

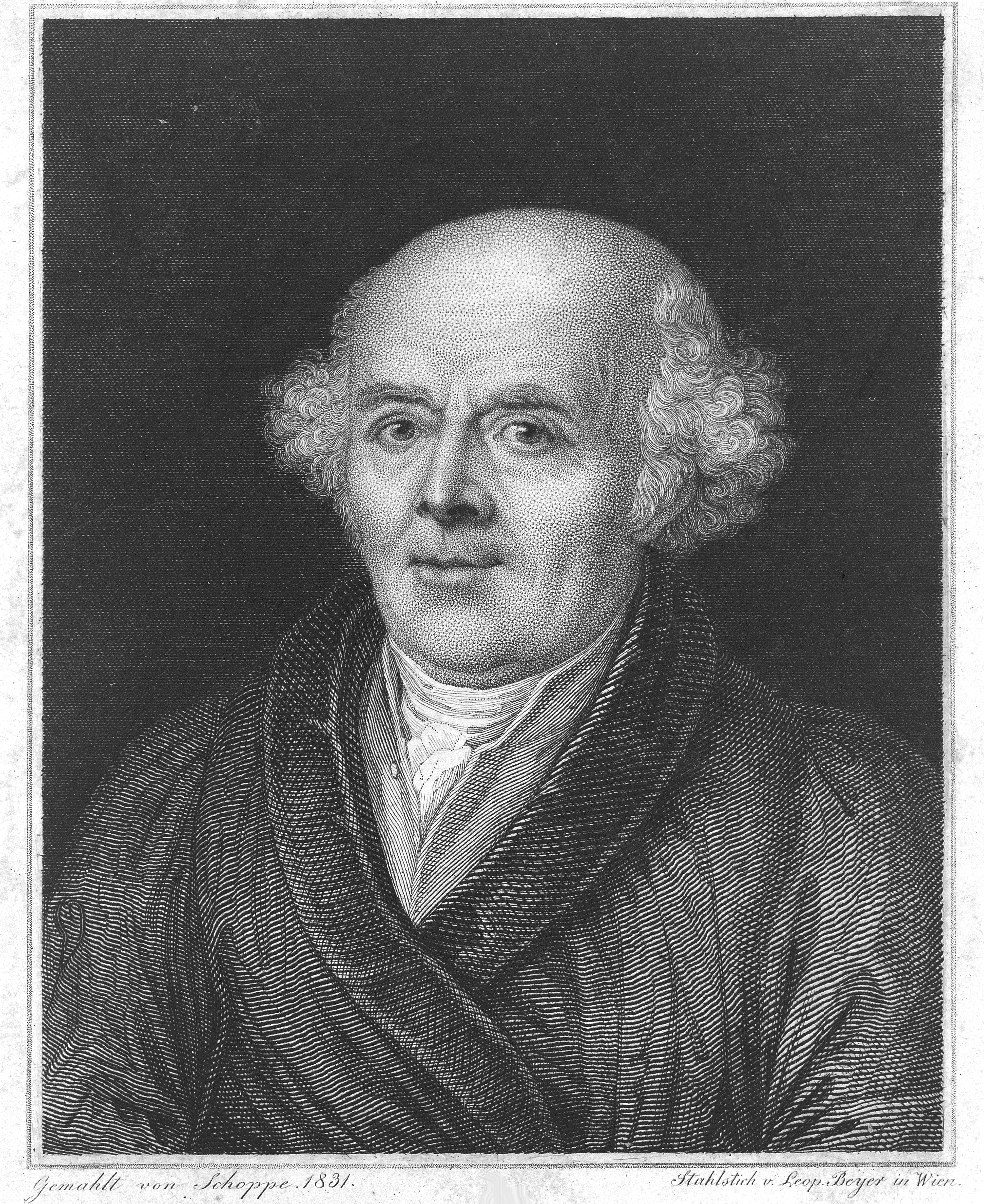

사무엘 하네만(Samuel Hahnemann, 본명: 크리스티안 프리드리히 사무엘 하네만, Christian Friedrich Samuel Hahnemann, 독일어: [ˈhaːnəman], 1755년 4월 10일 – 1843년 7월 2일)은 동종요법이라고 불리는 대체의학의 유사과학 시스템을 만든 것으로 가장 잘 알려진 독일 의사였다.

## 어린 시절
크리스티안 프리드리히 사무엘 하네만은 작센주 드레스덴 근처 마이센에서 태어났다. 그의 아버지 크리스티안 고트프리트 하네만(Christian Gottfried Hahnemann)은 마이센(Meissen) 마을이 유명한 도자기의 화가이자 디자이너였다.
젊었을 때 하네만은 영어, 프랑스어, 이탈리아어, 그리스어 및 라틴어를 포함한 여러 언어에 능숙해졌다. 그는 결국 번역가이자 언어 교사로 생계를 꾸려 "아랍어, 시리아어, 칼다어 및 히브리어"에 더 능숙해졌다.
하네만은 라이프치히에서 2년 동안 의학을 공부했다. 라이프치히의 임상 시설 부족을 이유로 빈으로 옮겨 10개월 동안 공부했다. 라이프치히와 비엔나에 있는 그의 의학 교수로는 나중에 비엔나 종합 병원을 모범적인 유럽 의료 기관으로 전환한 공로를 인정받은 의사 조셉 폰 콰린(Joseph von Quarin)이 포함되어 있다.
한 학기 동안 더 공부한 후 하네만은 1779년 8월 10일에 에를랑겐 대학교에서 우등으로 의학 학위를 받았다. 그의 가난 때문에 학교 등록금이 비엔나보다 낮았기 때문에 에를랑겐을 선택하지 않을 수 없었다.